# Det Nordatlantiske Råd
Det Nordatlantiske Råd (engelsk: North Atlantic Council (NAC)) er det øverste politiske beslutningsorgan i NATO-alliancen. Rådet er etableret på baggrund af artikel 9 i den Nordatlantiske Traktat. NAC kan holde møder mellem de permanente nationale repræsentanter, eller på ministerniveau, med deltagelse af fx udenrigsministre, forsvarsministre eller regeringsledere. NAC har samme beslutningsmagt lige meget hvilket niveau møderne foregår på. NAC mødes to gange ugentligt, tirsdage til en uformel frokostdiskussion, og onsdage til et formelt beslutningsdygtigt møde.
| Politik | Spire Denne artikel om politik og ideologi er en spire som bør udbygges. Du er velkommen til at hjælpe Wikipedia ved at udvide den. |